# 兵庫県立大学の人物一覧
兵庫県立大学の人物一覧（ひょうごけんりつだいがくのじんぶついちらん）は、兵庫県立大学に関係する人物の一覧記事。

## 著名な教職員
- 太田勲 - 学長
- 五百籏頭眞 - 理事長
- 天野明弘 - 元副学長、神戸大学・関西学院大学名誉教授
- 柏木浩一 - 環境人間学部元教授、建築家
- 川上昌直 - 経営学部教授、経営学者
- 木下博雄 - 名誉教授
- 木村啓作 - 名誉教授
- 熊谷信昭 - 元学長、元大阪大学総長
- 佐藤哲也 - シミュレーション学研究科教授、研究科長
- 杉村高志 - 物質理学研究科教授
- 寺西信一 - 高度産業科学技術研究所特任教授、エリザベス女王工学賞受賞
- 中沢孝夫 - 環境人間学部教授、経済評論家
- 中野雅至 - 応用情報科学研究科准教授
- 三崎秀央 - 経営学部教授、経営学者

## 著名な卒業生
Category:兵庫県立大学出身の人物も参照

### 政治、行政
- 登幸人（神戸商科大学卒） - 高砂市長、元高砂市副市長
- 久嶋務（姫路工業大学卒）- 元向日市長、元向日市議会議員
- 栗原一 - 元たつの市長、元兵庫県議会議員
- 好井正信（神戸商科大学卒） - 駐モルドバ特命全権大使、元パース総領事

### 財界
- 北裏喜一郎 （県立神戸高等商業学校卒）- 野村證券元社長・会長
- 大谷一二 （県立神戸高等商業学校卒）- 東洋紡績名誉顧問
- 小田垣邦道（姫路工業大学卒） - ケーヒン元社長、本田技術研究所元副社長、自動車技術会フェロー
- 中内㓛（県立神戸高等商業学校卒） - ダイエー創業者、流通科学大学創設者
- 中内力 (実業家)（神戸商科大学卒）-　神戸ポートピアホテル　元会長・社長
- 井巻久一（姫路工業大学卒） - マツダ元社長
- 石田雅昭（姫路工業大学卒） - エスペック元会長
- 國井総一郎（姫路工業大学卒） - ノーリツ元会長、住宅リフォーム推進協議会会長、神戸商工会議所副会頭
- 前田龍一（姫路工業大学卒） - ニチリン会長
- 岩本眞二（神戸商科大学卒） - スタイライフ創業者・元社長、マルコ社長、馬里邑元副社長
- 小濵裕正（神戸商科大学卒） - ユナイテッド・スーパーマーケット・ホールディングス元会長、カスミ会長、日本チェーンストア協会会長
- 田中久雄（神戸商科大学卒）- 東芝元社長
- 玉置富貴雄（神戸商科大学卒）- 東武ストア社長
- 玉井啓悦（神戸商科大学卒）- 鴻池組元社長
- 堀江貞之（神戸商科大学卒） - 年金積立金管理運用独立行政法人元運用委員長代理、野村総合研究所元上席研究員
- 山口俊比古（神戸商科大学卒） - 阪急阪神百貨店社長、日本百貨店協会副会長
- 山本高稔（神戸商科大学卒） - モルガン・スタンレー証券東京支店元副会長、UBS証券会社元副会長

### 研究者・学者
- 赤岡功（神戸商科大学卒） - 京都大学名誉教授、県立広島大学長
- 阿部顕三（神戸商科大学大学院修了） - 大阪大学教授、元日本国際経済学会会長
- 伊賀隆（神戸商科大学卒） - 神戸大学名誉教授、元流通科学大学学長
- 石原武政（神戸商科大学卒） - 大阪市立大学名誉教授、日本商業学会賞、中小企業研究奨励賞
- 逸見啓（神戸商科大学大学院修了） - 阪南大学教授、元ならコープ理事長
- 伊藤森右衛門（神戸商科大学卒） - 元小樽商科大学学長、元静修短期大学学長
- 井上明久（姫路工業大学卒） - 東北大学総長、日本学士院賞、ジェームス・C・マックグラディ新材料賞
- 岩田年浩（神戸商科大学大学院） - 京都経済短期大学学長
- 渦原実男（神戸商科大学大学院） - 西南学院大学教授
- 江口智美（兵庫県立大学大学院） - 静岡県立大学教授
- 置塩信雄（県立神戸経済専門学校卒） - 神戸大学名誉教授、元理論・計量経済学会会長、マルクス経済学における「置塩の定理」で著名
- 加藤司（神戸商科大学大学院修了） - 大阪市立大学教授
- 新野幸次郎（県立神戸高等商業学校卒） - 神戸大学元学長・名誉教授
- 柴健次（神戸商科大学大学院） - 関西大学大学院会計研究科教授・研究科長、日本会計研究学会賞
- 高尾義一（神戸商科大学卒） - 野村総合研究所研究理事、サントリー学芸賞
- 早川豊（神戸商科大学卒） - 北海道大学名誉教授、北海学園大学教授
- 藤原秀夫（神戸商科大学卒） - 同志社大学教授、元日本金融学会会長
- 松尾貴巳（神戸商科大学卒） - 神戸大学副学長、元日本原価計算研究学会会長
- 三崎秀央（神戸商科大学大学院修了） - 兵庫県立大学教授
- 宗岡徹（神戸商科大学大学院修了） - 関西大学大学院会計研究科教授
- 藪内繁己（神戸商科大学卒） - 名古屋市立大学名誉教授
- 山下睦男（神戸商科大学大学院修了） - 九州国際大学教授、中国東北財経大学名誉教授
- 渦原実男（神戸商科大学大学院修了） - 西南学院大学教授
- 長谷川功紀（姫路工業大学卒） - 京都薬科大学准教授
- 幡中憲治（姫路工業大学卒） - 山口大学名誉教授、元宇部工業高等専門学校長
- 小國伊太郎（姫路工業大学卒） - 静岡県立大学名誉教授

### 芸能
- ファンキー末吉（神戸商科大学中退） - ミュージシャン
- 腹筋善之介（神戸商科大学卒） - 俳優
- 水野麗奈（姫路工業大学卒） - 女優、タレント、初代「おけいはん」
- 大石昌良（神戸商科大学卒） - ミュージシャン
- 桑原康雄（神戸商科大学卒） - 作曲家、マンドリン奏者

### マスコミ
- 大森実 （県立神戸高等商業学校卒）- ジャーナリスト
- 内橋克人（神戸商科大学卒） - 経済評論家、NHK放送文化賞
- 町田徹（神戸商科大学卒） - ジャーナリスト、ゆうちょ銀行取締役、甲南大学経済学部非常勤講師、元日本経済新聞記者
- 八木菜緒 - 日本BS放送アナウンサー、元文化放送アナウンサー、元テレビ愛媛アナウンサー、元NHK高知放送局情報キャスター